# Nedra Trollbergstjärnen
Nedra Trollbergstjärnen är en sjö i Ljusdals kommun i Hälsingland och ingår i Ljusnans huvudavrinningsområde. Sjön har en area på 0,0742 kvadratkilometer och ligger 350,8 meter över havet. Sjön avvattnas av vattendraget Lindstabäcken.

## Delavrinningsområde
Nedra Trollbergstjärnen ingår i det delavrinningsområde (683704-148345) som SMHI kallar för Utloppet av Lindstasjön. Medelhöjden är 365 meter över havet och ytan är 29,36 kvadratkilometer. Det finns inga avrinningsområden uppströms utan avrinningsområdet är högsta punkten. Lindstabäcken som avvattnar avrinningsområdet har biflödesordning 4, vilket innebär att vattnet flödar genom totalt 4 vattendrag innan det når havet efter 172 kilometer. Avrinningsområdet består mestadels av skog (75 procent). Avrinningsområdet har 5,16 kvadratkilometer vattenytor vilket ger det en sjöprocent på 17,6 procent.